# Campyloneurus latesuturalis
Campyloneurus latesuturalis är en stekelart som beskrevs av Turner 1919. Campyloneurus latesuturalis ingår i släktet Campyloneurus och familjen bracksteklar. Inga underarter finns listade.